# Lagarosiphon muscoides
Lagarosiphon muscoides är en dybladsväxtart som beskrevs av William Henry Harvey. Lagarosiphon muscoides ingår i släktet Lagarosiphon och familjen dybladsväxter. Inga underarter finns listade.